# Ханьшу
|    | Твір              | Автори                          | Сувої |
| -- | ----------------- | ------------------------------- | ----- |
| 1  | Ши цзі 史記       | Сима Цянь 司馬遷 (Західна Хань) | 130   |
| 2  | Ханьшу 漢書       | Бань Ґу 班固 (Східна Хань)      | 100   |
| 3  | Хоу Ханьшу 後漢書 | Фань Є 范曄 (Лю Сун)            | 120   |
| 4  | Саньґочжи         | Чень Шоу                        | 65    |
| 5  | 晋書              | 唐・房玄齢他                    | 130   |
| 6  | Книга Сун 宋書    | Шень Юе 沈約 (Південна Ці)      | 100   |
| 7  | 南斉書            | 梁・蕭子顕                      | 59    |
| 8  | 梁書              | 唐・姚思廉                      | 56    |
| 9  | 陳書              | 唐・姚思廉                      | 36    |
| 10 | 魏書              | 北斉・魏収                      | 114   |
| 11 | 北斉書            | 唐・李百薬                      | 50    |
| 12 | 周書              | 唐・令狐徳棻他                  | 50    |
| 13 | 隋書              | 唐・魏徴、長孫無忌              | 85    |
| 14 | 南史              | 唐・李延寿                      | 80    |
| 15 | 北史              | 唐・李延寿                      | 100   |
| 16 | 旧唐書            | 後晋・劉昫他                    | 200   |
| 17 | 新唐書            | 北宋・欧陽修、宋祁              | 225   |
| 18 | 旧五代史          | 北宋・薛居正他                  | 150   |
| 19 | 新五代史          | Оуян Сю 欧陽修 (Північна Сун)   | 74    |
| 20 | 宋史              | 元・トクト（脱脱）他            | 496   |
| 21 | 遼史              | 元・トクト（脱脱）他            | 116   |
| 22 | 金史              | 元・トクト（脱脱）他            | 135   |
| 23 | 元史              | 明・宋濂他                      | 210   |
| 24 | Історія Мін 明史  | 清・張廷玉等                    | 332   |

«Ханьшу» (汉书) — історична хроніка китайської династії Хань з 260 р. до н. е. по 20 р. н. е. Почав її складання Бань Бяо, племінник улюбленої наложниці імператора Чен-ді, а закінчили його син Бань Ґу і дочка Бань Чжао. (Інший син Бань Бяо, Бань Чао, був одним з найзнаменитіших ханьских воєначальників). «Ханьшу» входить до складу серії хронік «Ершіси ши» і є прообразом багатьох історичних хронік наступних династій. У «Ханьшу» є і безпосереднє продовження — хроніка Хоу Ханьшу.

## Зміст
Ця історія була розроблена з метою продовжити роботу Сима Цяня. Цю роботу зазвичай називають пізньотрадиційною історичною працею. Після смерті Пан Бяо, його старший син Бань Гу був не задоволений тим, що робота батька була завершена і почав писати нову історія з початку правління династії Хань. Це відрізняє його від історії Сима Цянь, яка розпочалася з перших легендарних правителів Китаю. Таким чином, Бань Гу започав формат, так званої династичної історії, яка виступає як модель для офіційної історіографії нового часу.
Для періодів, в яких вони перекриваються, Бань Гу прийнявся застосовувати більшу частину матеріалу, що напрацював Сима Цянь, хоча в деяких випадках також подавав її дещо розширено. Він також включав принаймні частину того, що писав його батько, хоча важко зрозуміти, як багато його матеріалів було залучено.
Робота має близько 100 тематик, і включає нариси про закони, науки, географію і літературу. Молодша сестра Бань Гу, Бань Чжао, закінчила писати книгу в 111,  через 19 років після того, як Бань Гу був ув'язнений.

## Структура
«Книга Хан» розділена в «Записках історика» на щорічники, монографічні трактати і біографії, але не включає таблиці і хронологічну історію князівської родини, які не потрібні, коли є тільки один представник з імператорської родини.
Подання, як в «Книзі Хань» було прийняте у всіх наступних китайських династичних хроніках.
Деякі договори були включені в текст інших авторів, таких як, наприклад, імперський каталог бібліотек написаний Лю Синь. Що стосується першого століття Хан, який був описаний як «Щоденник історика», то «Книга Хан» повторюється майже дослівно. Таким чином, існують також спори про достовірність поточної версії записів й припускається, що насправді частина з них може бути досить ранньою і вдруге замінює відповідні уривки з книги Хань. Ця проблема вже була піднята у вісімнадцятому столітті істориком Цуй Шу (1740—1816).
«Книга Хан» описує тільки історію однієї династії, в той час як Ван Манга (9 — 23) розглядається як узурпатор, давши йому тільки відповідні біографії. Таким чином, «Книга Хань» стала прототипом для всіх майбутніх династичних історій, і обмежується строком однієї династії, яка стала основою традиційної періодизації історії Китаю. Обидві роботи стали зразковою моделлю для майбутніх істориків не тільки через свій зміст і концепцію, а й літературні якості.

## Цікаві факти
- Ханьшу — перше письмове джерело, в якому згадується Японія.